# Санкт Георг (броненосен крайцер)
Санкт Георг (на немски: SMS Sankt Georg) e броненосен крайцер на Австро-Унгарския флот от началото на XX век. Построен в единствен екземпляр. Последният броненосен крайцер на флота. Проектът е развитие на крайцера „Кайзер Карл VI“.

## Конструкция
Корабът представлява увеличен вариант на крайцера „Кайзер Карл VI“ с двуоръдейна кула на главния калибър на носа. Кърмовата кула е с едно 190 mm оръдие. През 1916 г. е довъоръжен с едно 70 mm зенитно оръдие.

## История на службата
Участва в няколко бойни операции. След матроското въстание от 1 – 3 февруари 1918 г. е изключен от бойния състав, от април същата година служи като щабен кораб в базата в Катаро (днес Котор в Черна гора). След края на Първата световна война е предаден на Великобритания като репарации, а тя през 1920 г. продава кораба на италианска компания за скрап.

## Коментари
1. ↑  Префиксът „SMS“ е от на немски: Seiner Majestat Schiff (Кораб на Негово Величество).
2. ↑  (на немски: Kaiserliche und Königliche Kriegsmarine (Императорски и Кралски военноморски сили) или съкратено – на немски: K.u.K. Kriegsmarine)